# Skála Oropoú
Skála Oropoú (Skala Oropou) är en ort i Grekland.   Den ligger i prefekturen Nomarchía Anatolikís Attikís och regionen Attika, i den östra delen av landet, 40 km norr om huvudstaden Aten. Skála Oropoú ligger 66 meter över havet och antalet invånare är 1 430.
Terrängen runt Skála Oropoú är platt åt nordväst, men åt sydost är den kuperad. Havet är nära Skála Oropoú åt nordost.Runt Skála Oropoú är det ganska tätbefolkat, med 93 invånare per kvadratkilometer. Närmaste större samhälle är Avlónas, 11,0 km sydväst om Skála Oropoú. 